# Juan de Grajales
Juan de Grajales fue un autor dramático de comienzos del siglo XVII.
Según la Junta de libros (1624) de Tomás Tamayo de Vargas, fue natural y colegial de Osuna, en la provincia de Sevilla, obteniendo el grado de licenciado, y escribió la Comedia de la sangre encontrada. Pero el gran crítico decimonónico Cayetano Alberto de la Barrera, especializado en teatro áureo, también le asigna la autoría de dos comedias tituladas La próspera y la adversa fortuna del caballero del Espíritu Santo (impresa en 1611), sobre el famoso tribuno Cola di Rienzo, y El bastardo de Ceuta (impresa en 1615), atribuidas la primera a un tal "licenciado Juan Grajal" y la segunda a cierto "Juan Grajales", teniendo en cuenta que Agustín de Rojas Villandrando cita a un "Grajales" escritor de piezas dramáticas en su Loa de la Comedia. Además, otro contemporáneo, Fabio Franchi, cita a "Grajales" como uno de los seguidores de Lope de Rueda. En la Biblioteca de Autores Españoles de Manuel Rivadeneyra, Juan Eugenio Hartzenbusch volvió a imprimir en el siglo XIX su comedia El bastardo de Ceuta sugiriendo que hubo un licenciado y un actor de nombre parecido y distintos. Y es verdad que hubo un Juan de Grajales actor que compró en 1616 varias comedias a Juan Ruiz de Alarcón por 100 ducados y en 1619 todavía le adeudaba 500 reales. En El bastardo de Ceuta, una "comedia de frontera" que termina con la habitual conversión de los personajes musulmanes, Dora Bacaicoa ha creído ver el influjo de una de las Novelas ejemplares de Miguel de Cervantes, La fuerza de la sangre, así como de otra de María de Zayas Sotomayor, Al fin se paga todo.